# St Helena Bay
St Helena Bay oder Saint Helena Bay (afrikaans St. Helenabaai) ist ein Küstenort am Atlantik in der Lokalgemeinde Saldanha Bay, im Distrikt West Coast der südafrikanischen Provinz Westkap.
Der Ortsname leitet sich von der gleichnamigen Meeresbucht an der südafrikanischen Atlantikküste ab, die von Vasco da Gama anlässlich seiner Landung am 7. November 1497 als Bahia da Santa Elena bezeichnet wurde.

## Geographie
Die Fischersiedlung St Helena Bay befindet sich in der Sankt-Helena-Bucht unweit der Mündung des Berg River, der von den portugiesischen Entdeckern den Namen Rio de Santiago erhalten hatte.
Wichtige Ortsteile neben dem Zentrum an der Sandy Bay an der Küste sind Stompneus Bay (benannt nach dem Fisch Chrysophrys globiceps) und Laingville. Der Ort erstreckt sich über mehrere Kilometer der Küste entlang. Sein nordwestlichster Punkt liegt bei der Shell Bay und der südöstlichste bei der Slippers Bay. Insgesamt umfasst das Ortsgebiet einen Streifen entlang der Küstenlinie von der Ebene südlich der Mündung des Berg River über die Shelley-Point-Halbinsel (Shelley Point Peninsula) entlang der Britannia Bay bis zum Kap St. Martin.
Zum Gemeindegebiet gehören die Ortsteile:
- Blueberry Hill
- Britannia Bay
- Britannica Heights
- Columbine
- Duyker Eiland
- Golden Mile
- Harbour Lights
- Laingville
- Sandy Point
- Shelley Point
- St Helena Bay Sub Place
- Steenbergs Cove
- Stompneus Bay / Stompneusbaai
- West Point

Eigenständige Nachbarorte sind Paternoster im Westen und im Osten Velddrif.
Die Küstenregion ist von Dünen und Granitrücken gekennzeichnet. Der Granit tritt stellenweise in großen erodierten Felsengruppen auf.

## Geschichte

Die Sankt-Helena-Bucht, auf der Admiralitätskarte Table Bay to Donkin Bay, Blatt 2091. 1871. (akt. bis 1914),
Stich: Davies, Bryer & Co.

Auf der Shelley-Point-Halbinsel entdeckten südafrikanische Archäologen Siedlungsspuren aus dem späten Holozän, die sie jünger als 2000 Jahre datierten. Einige Ergebnisse diesbezüglicher Voruntersuchungen wurden 1993 publiziert. Der Name der Halbinsel stammt von den gehäuften Schillablagerungen in deren Dünengebieten.
Bei der Landung der Schiffe von Vasco da Gama im Jahre 1497 in der Bucht zum Zwecke der Trinkwasser- und Brennholzaufnahme sowie Erholung für die Mannschaften kam es zu einem bewaffneten Konflikt mit den hier lebenden Khoikhoi, der als erster seiner Art an der kapländischen Westküste zwischen Europäern und Indigenen gilt. Es gab dabei keine Toten, aber Vasco da Gama erlitt Verletzungen. Die dafür gehaltene Stelle wurde später mit einem Denkmal markiert.
Auf einer britischen Admiralitätskarte von 1871 sind an der Stampneus-Bucht einige Fischereigebäude erkennbar und an der Häusergruppe Steinberg gab es einen Militärposten mit weiteren Gebäuden und eine Kirche.
Der industrielle Fischfang begann hier in den 1940er Jahren entlang der Küste, hauptsächlich wegen Sardinen (Sardinops sagax). Um 1960 kam es nach 400.000 Tonnen in Spitzenfangzeiten jedoch zum wirtschaftlichen Einbruch, da sich vermutlich eine Überfischung dieses Meeresbereiches eingestellt hatte. Daraufhin wurden die Fangmengen verkleinert und auf ein neues Hauptprodukt umgestellt, eine Sardelle (Engraulis encrasicolus), die zwischen 1964 und Mitte der 1990er Jahre das Hauptziel war. Trotz einer Erholung des Sardinenbestandes durch Maßnahmen im Fischfang, reduzierten sich die Fangmengen seit 2008. Dagegen behauptete sich der Sardellenfang unvermindert.
Im Jahr 2020 wurde am Strand des Ortsteils Britannia Bay ein angespültes Exemplar eines toten Riesenkalmars und von Meeresbiologen geborgen.

## Bevölkerung
Gemäß der Volkszählung von 2011 lebten hier 11.529 Personen in 2916 Haushalten auf 26,92 km². Davon waren 59 % Coloureds, 30 % schwarz und 10 % weiß. Die Hauptsprachen der Einwohner sind Afrikaans mit 68,86 % isiXhosa mit 25,71 % und Englisch mit 3,53 %.

## Wirtschaft
Der Ort lebt von dem Fischfang und der Verarbeitung, Langustenfang, Schiffbau, vom Tourismus sowie von Serviceleistungen für Zweitwohnungsquartiere an der Marina. Bei der Sandy Bay liegen die wichtigsten Hafenanlagen, die eine lange Mole besitzen. Das kalte und nährstoffreiche Wasser des Benguelastroms vor der Küste gewährt ertragreiche Fischgründe in diesem spezifischen marinen Ökosystem.
Von der Verarbeitungsindustrie an der Sankt-Helena-Bucht sind viele Arbeitsplätze abhängig. Es handelt sich um etwa 3500 Personen in ganz- oder saisonalen Beschäftigungsverhältnissen. Für Südafrika ist dieser Fischereistandort von nationaler Bedeutung und er trägt darüber hinaus zur positiven Exportbilanz des Landes bei. Die West Coast Abalone Farm befasst sich mit Aquakulturen der Seeohren-Art Haliotis Midae, einer marinen Schneckenart. Die Produkte werden in Salzlake eingelegt und in Konservendosen vertrieben.
Die touristische Beanspruchung der Region hat das Müllaufkommen vergrößert, was sich auch an Stränden und im Landesinnern bemerkbar macht. Das hatte die Lokalgemeindeverwaltung im Jahr 2029 veranlasst, alle Bürger zum Sammeln recycelbarer Abfälle aufzurufen. Unternehmen und Restaurants blieben damals unaufgefordert. Im Zusammenhang mit den Sammlungsaktionen entstanden fast 50 neue Jobs.

## Verkehr
Im Ortsteil Stompneus Bay existiert eine Landepiste und an mehreren kleinen Hafenbereichen besteht die Möglichkeit zur Inanspruchnahme des regionalen Schiffsverkehrs. Eine Landstraße führt von und nach Vredenburg, wo ein Anschluss an die Regionalstraße R45 besteht. In Vredenburg gibt es auch eine Eisenbahnstation sowie eine Landepiste für Flugzeuge.

## Sehenswürdigkeiten
- Vasco-da-Gama-Monument zur Erinnerung an den ersten Kontakt zwischen Europäern und Indigenen in der Bucht. Eine bildhauerisch bearbeitete Stelengruppe aus drei Elementen (1969) auf einem natürlichen Felsrücken.[12]
- Standbild des Seefahrers Vasco Da Gama, Plastik auf einem Gesteinspodest im Ortsteil Stompneus Bay (Shelley-Point-Halbinsel)[13]
- Lichtbake, erbaut 2001 auf der Shelley-Point-Halbinsel (an Stelle einer Holzkonstruktion von 1934)[14]
- Für Naturfreunde gibt es Gelegenheiten zu Vogel-, Delphin- und Walbeobachtungen.
- Die Dünenlandschaften bieten Erkundungsmöglichkeiten auf Wanderwegen entlang der Küste mit insgesamt 18 Buchten.

im Nachbarort Paternoster
- Am Kap Columbine gibt es einen 1936 nach Plänen des Architekten H. C. Cooper errichteter und 15 m hoher Leuchtturm (Cape Columbine Lighthouse), der unter Denkmalschutz steht. Der Turm wird noch zweckgemäß betrieben und kann besucht werden.[15]